# Nkurenkuru
Nkurenkuru è un centro abitato della Namibia, situato nella Regione del Kavango Occidentale.